# Caedmon

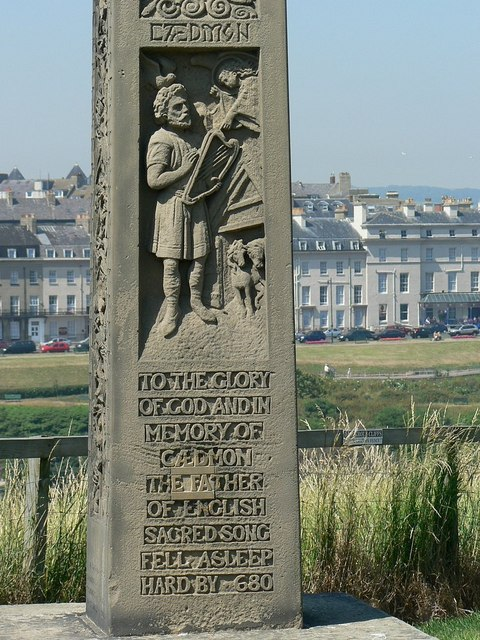
Gedenksteen voor Caedmon in Whitby. De inscriptie luidt: "To the glory of God and in memory of Caedmon the father of English Sacred Song. Fell asleep hard by, 680"

Caedmon is een Engels dichter uit de late zevende eeuw. Hij wordt beschouwd als de eerste Engelse dichter en is een van de slechts twaalf vroege Angelsaksische dichters van wie de namen bekend zijn gebleven.
Over het leven van Caedmon is zeer weinig bekend. De enige biografische gegevens over de dichter zijn afkomstig uit het werk van Beda, die in zijn Historia ecclesiastica gentis Anglorum verhaalt over een herder, werkzaam in Whitby Abbey, die onbekend als hij was met poëzie en muziek, zich altijd terugtrok uit angst dat hem bij een feest of na een maaltijd gevraagd zou worden een lied aan te heffen. Bij een van deze gelegenheden viel hij in de stal in slaap. In zijn droom werd hij benaderd door een man die hem vroeg een lied te zingen. Caedmon verzekerde de man dat hij dat niet kon, maar de vreemdeling drong aan, waarop Caedmon vroeg waarover dat lied zou moeten gaan. 'Over het begin der dingen', was het antwoord, en Caedmon zong een lied ter ere van de Schepper. Nadat hij was ontwaakt, herinnerde hij zich de tekst van het lied en hij kon het ook nog nazingen. Spoedig zette hij zich ertoe het lied uit te breiden. De abdis St. Hilda van Whitby herkende zijn talent en moedigde hem aan zijn gave verder te ontwikkelen. Zij gelastte hem zijn wereldlijke leven op te geven, monnik te worden en zich te laten onderwijzen in het heilig verhaal.
Caedmon gehoorzaamde vrouwe Hilda, hij werd monnik in de abdij van Whitby, leerde veel bij over de Bijbel en maakte zulke prachtige verzen van Bijbelteksten dat ze werden opgeschreven (aldus Beda).

In de loop der tijden is er veel gespeculeerd over Caedmons werk, en diverse Oudengelse werken werden aan hem toegeschreven. In geen van deze gevallen bleken er concrete aanwijzingen. Het enige werk dat met enige zekerheid aan hem kan worden toegeschreven is de korte Hymn, die het gevolg was van zijn droom.

## Caedmon's Hymn
Caedmon's Hymn is het enige overblijvende gedicht van Caedmon. De Angelsaksische monnik Beda (ca. 673-735) nam het als eerste op in zijn Historia ecclesiastica gentis Anglorum (ca. 731). Het is bekend uit 21 manuscriptkopieën, in twee dialecten en in vijf verschillende bewerkingen. De hymne zelf dateert uit midden of late 7e eeuw en is zo het oudste bewaard gebleven Oudengelse gedicht.

## Externe links

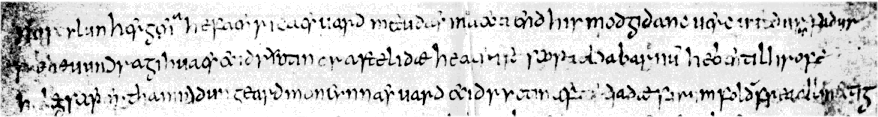
Het oudste bekende manuscript van het lied van Caedmon dateert uit ca. 737 en bevindt zich in de bibliotheek van de Universiteit van Cambridge